# Ноджихеві
Ноджихеві (груз. ნოჯიხევი) — село в Грузії.
За даними перепису населення 2014 року в селі проживає 326 особи.